# Hällekis

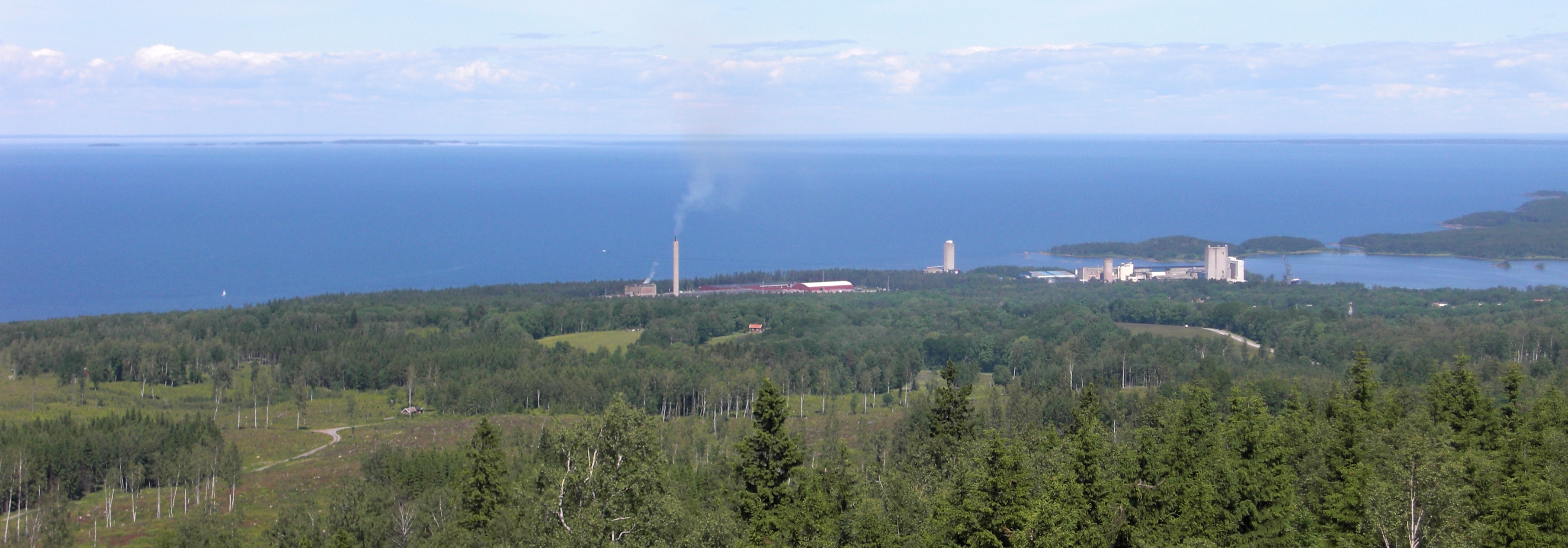
Hällekis sett från Kinnekulle Utsiktstorn

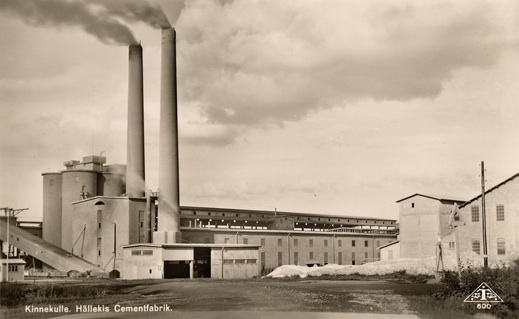
Den sedan 1979 nedlagda Hellekis cementfabrik

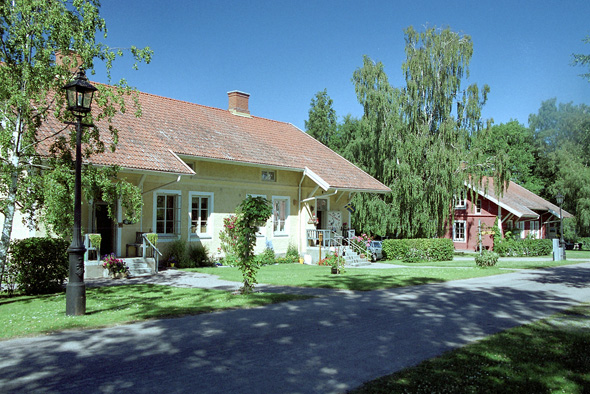
Falkängen, tidigare arbetarbostäder

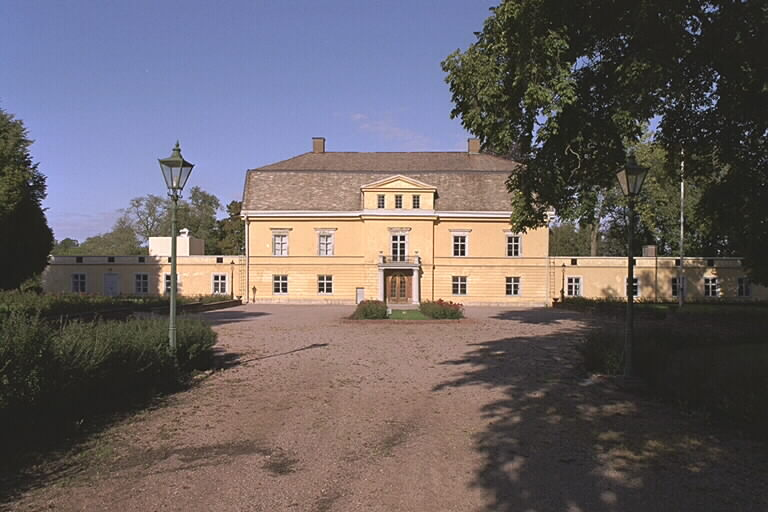
Hönsäters herrgård

Hällekis är en tätort i Götene kommun. Den är ett gammalt brukssamhälle med industri- och småbåtshamn vid Vänern. Strax söder om Hällekis reser sig platåberget Kinnekulle med 18 naturreservat och Kinnekulle naturvårdsområde. Hällekis har en dagligvarubutik och en skola med undervisning på låg- och mellanstadium.

## Uttal
Många uttalar orten med /k/, men enligt Nationalencyklopedin och Svenska ortnamn med uttalsuppgifter skall det uttalas [-çi:s]. Svenskt dialektlexikon betraktar det som det äldre genuina uttalet.

## Historik
Det första bruket, Hönsäters Alunbruk, anlades 1767 av Hönsäters säteri i grannsocknen Österplana. År 1873 köpte Hellekis AB Hönsäter. Med tiden ändrades inriktningen på verksamheten, och 1892 anlades Hellekis cementfabrik.
År 1913 sålde Hellekis AB sin fabrik i Hällekis till Skånska Cement AB. Denna industri var bygdens största arbetsplats fram till 1979, då fabriken lades ner.
Under 1900-talet var industriverksamheten i Hällekis omfattande. Cementbolaget hade egen lokal flotta av både fartyg och lastbilar.
Idag är många byggnader rivna. Kvarvarande byggnader används av bland andra Svenska Foder. Förutom Svenska Foders anläggning finns på orten mineralulls- och briketteringsfabriker, som tillhör Paroc.

### Befolkningsutveckling
| Befolkningsutvecklingen i Hällekis 1960–2020 | Befolkningsutvecklingen i Hällekis 1960–2020 | Befolkningsutvecklingen i Hällekis 1960–2020 | Befolkningsutvecklingen i Hällekis 1960–2020 | Befolkningsutvecklingen i Hällekis 1960–2020 |
| -------------------------------------------- | -------------------------------------------- | -------------------------------------------- | -------------------------------------------- | -------------------------------------------- |
|                                              |                                              |                                              |                                              |                                              |
| År                                           |                                              |                                              | Folkmängd                                    | Areal (ha)                                   |
| 1960                                         | 1960                                         |                                              | 940                                          |                                              |
| 1965                                         | 1965                                         |                                              | 918                                          |                                              |
| 1970                                         | 1970                                         |                                              | 859                                          |                                              |
| 1975                                         | 1975                                         |                                              | 740                                          |                                              |
| 1980                                         | 1980                                         |                                              | 749                                          |                                              |
| 1990                                         | 1990                                         |                                              | 739                                          | 188                                          |
| 1995                                         | 1995                                         |                                              | 749                                          | 188                                          |
| 2000                                         | 2000                                         |                                              | 732                                          | 185                                          |
| 2005                                         | 2005                                         |                                              | 718                                          | 185                                          |
| 2010                                         | 2010                                         |                                              | 704                                          | 185                                          |
| 2015                                         | 2015                                         |                                              | 683                                          | 159                                          |
| 2020                                         | 2020                                         |                                              | 644                                          | 194                                          |
|                                              |                                              |                                              |                                              |                                              |

## Samhället
De största företagen i Hällekis är Paroc, som tillverkar isoleringsmaterial i stenull, djurfodertillverkaren Svenska Foder och Kernfest.
I Hönsäters hamn lossas och lastas foder och sten.
Flera gamla arbetarbostäder i Falkängen är bevarade och inrymmer numera bland annat Falkängens Vandrarhem & Konferens AB. 
Hällekis station ligger vid Kinnekullebanan, med direkttågtrafik med Göteborg.
Hällekis har en musikkår: Hällekis Musikkår.  